# Pentax SF7

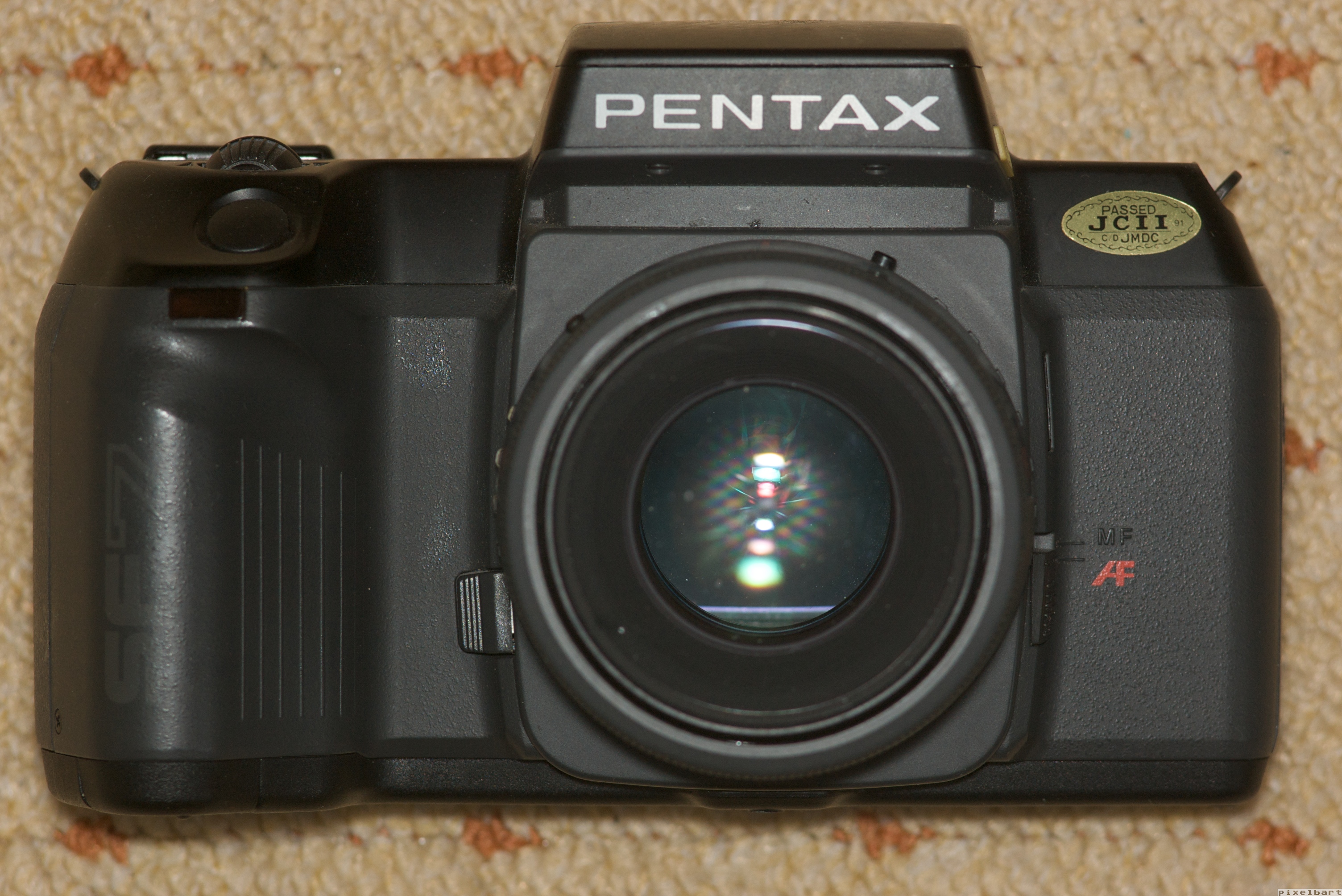
Pentax SF7

Pentax SF7 a fost un aparat de fotografiat de la de brand-ul japonez Pentax și produs de Asahi Optical Co., Ltd. (denumit PENTAX Corporation din anul 2002). În Statele Unite ale Americii este cunoscut sub numele de Pentax SF10, model ce a fost produs pentru prima dată în anul 1988. A fost, de asemenea, cel de-al treilea auto-focalizator cu film de 35 mm după Pentax ME F și Pentax SFX, care era foarte asemănător.

## Caracteristici
- Două modele auto-focalizator: o singură focalizare sau continuă
- Viteza de închidere
- Compensarea expunerii
- Auto bracketing
- Ecrane focalizatoare interschimbabile